# Kiss Kiss Goodbye
«Kiss Kiss Goodbye» es una canción del cantautor eslovaco Adonxs. Fue escrita por Adonxs, George Masters-Clark, Ines Coulon, Lorenzo Calvo, Michaela Charvátová y Ronald Janeček. La versión acústica se presentó por primera vez el 4 de febrero de 2025, mientras que la versión de estudio se lanzó el 7 de marzo. Representará a la República Checa en el Festival de la Canción de Eurovisión 2025.

## Festival de la Canción de Eurovisión

### Selección interna
El 11 de diciembre de 2024, ČT anunció que Adonxs representaría a Chequia en Basilea, mientras que la canción "Kiss Kiss Goodbye" fue anunciada como la entrada checa el 31 de enero de 2025. Adonxs y la canción fueron seleccionados en varias rondas por un jurado internacional de diez miembros compuesto por profesionales de la música y exparticipantes de Eurovisión, un jurado demoscópico compuesto por 900 miembros de tres países y un grupo de discusión. Una versión acústica de la canción se presentó al público el 4 de febrero de 2025 durante la primera semifinal de la final nacional maltesa de 2025, mientras que su versión de estudio se lanzó el 7 de marzo.

### En Eurovisión
El Festival de la Canción de Eurovisión 2025 se celebrará en St. Jakobshalle en Basilea, Suiza, y constará de dos semifinales que se celebrarán en las fechas respectivas del 13 y 15 de mayo y la final el 17 de mayo de 2025. Durante el sorteo celebrado el 28 de enero de 2025, la República Checa fue sorteada para competir en la segunda semifinal, actuando en la segunda mitad del espectáculo. Adonxs fue posteriormente sorteado para actuar en el puesto 12, después de la danesa Sissal y antes de la luxemburguesa Laura Thorn.
Para su representación en Eurovisión, la puesta en escena estará a cargo del director creativo y diseñador de iluminación Matyáš Vorda y del director de cámara Vít Bělohradský, el mismo equipo que está detrás de las puestas en escena de Eurovisión en Chequia desde 2022. František Čech también fue nombrado coreógrafo de escena.

## Gráficos
| Gráfico (2024) | Cima posición |
| -------------- | ------------- |
| 44             |               |